# Schoonenburg
Schoonenburg is een buurtschap in de Nederlandse gemeente Heumen, gelegen in de provincie Gelderland. Het ligt tussen Nederasselt en Overasselt.
In de buurtschap lag tot in de 19e eeuw het kasteel Schoonenburg.
Dorpen: Heumen · Malden · Molenhoek (deels) · Nederasselt · Overasselt

Buurtschappen: Blankenberg · Ewijk · Heide · Molenhoek · De Schatkuil · Schoonenburg · Sleeburg · Valenberg · Vogelzang · Worsum

Gelderland: Steden en dorpen in Gelderland      Nederland: Provincies · Gemeenten